# مارک هندرسون (شناگر)
مارک هندرسون (به انگلیسی: Mark Henderson) (زادهٔ ۱۴ نوامبر ۱۹۶۹) شناگر اهل ایالات متحده آمریکا است.